# Chameleonovití
Chameleonovití (Chamaeleonidae) jsou čeleď vysoce specializovaných stromových ještěrů.

## Charakteristika
Chameleoni jsou malí až středně velcí ještěři. Nejmenší druhy, jimiž jsou některé madagaskarské brokesie, měří okolo pouhých tří centimetrů zatímco ten největší, jímž je rovněž madagaskarský chameleon obrovský (Furcifer oustaleti) dorůstá délky až 80 cm.
Většina druhů chameleonů žije ve větvích stromů a keřů a tomuto způsobu života jsou dobře přizpůsobeni - mají bočně zploštělé tělo, dlouhý ovíjivý ocas a zygodaktilní nohy - prsty mají srostlé v klíšťky, které na předních končetinách tvoří tři vnější a dva vnitřní prsty, na pánevních je tomu naopak. Prsty jsou opatřené silnými drápy. Pouze několik málo druhů, např. chameleon pouštní (Chamaeleo namaquensis) z jižní Afriky, se sekundárně přizpůsobilo životu na zemi. 
Chameleonovití nemají Jakobsonův orgán a podobně jako hadům jim chybí vnější i střední ucho. Proslulá je jejich schopnost barvoměny, která závisí nejen na barvě prostředí, ale také na vyladění a zdravotním stavu jedince. Většina druhů chameleonů má na hlavě vytvořenou kostěnou přilbu (velmi nápadná např. u chameleona jemenského), na hřbetě a hrdle se objevují kožnaté hřebeny a laloky, na čenichu nebo čele rohovité výrůstky (např. u chameleona Jacksonova), všechny tyto ozdoby jsou více vyvinuty u samců. Chameleoni tedy mají vytvořen pohlavní dimorfismus. Většina druhů chameleonů je vejcorodých, některé, zejména horské druhy z východní a jižní Afriky, však jsou vejcoživorodé. Počet vajec či mláďat ve snůšce bývá vysoký, často i více než 50, jen málo mláďat se však dožije dospělosti. Chameleoni nepatří mezi dlouhověká zvířata, některé druhy (chameleon kobercový, chameleon Labordův) se dožívají pouze jednoho roku a dospělí jedinci krátce po nakladení vajec hynou, většina druhů se dožívá 3-5 let, některé (chameleon jemenský, chameleon obecný) mohou v teráriu žít až 10 let.
Příslušníci podčeledi brokesií se vedle malé velikosti vyznačují kratším, jen částečně ovíjivým ocasem, jejich tělo není tak výrazně bočně zploštělé, hlava bývá krátká a zakulacená, bez přílby, ale nad očima bývají vytvořeny růžky. Mají vesměs nevýrazné, ochranné zbarvení v tónech šedé, hnědozelené a béžové, postrádají schopnost barvoměny. Většinu života tráví ve spadaném listí a na nízké vegetaci, kde se živí především chvostoskoky, mšicemi a drobnými mravenci. V ohrožení upadají do stavu strnulosti.
Oční víčka jsou srostlá a jemně šupinatá, každé oko se může pohybovat samostatně - oko chameleonovitých je svou stavbou považováno za evoluční vrchol vývoje zrakového orgánu obratlovců, zvíře může vidět v rozsahu 360°, vertikálně může otáčet očima o 90° a horizontálně o 180°. Podobné, ale méně dokonalé, uspořádání očí se v důsledku konvergence vyvinulo také u některých leguánovitých ještěrů v Jižní Americe (např. rod Polychrus).
Chameleoni se živí hmyzem a jinými bezobratlými, jako jsou chvostoskoci, pavouci nebo drobní plži, největší druhy příliežitostně loví i drobné obratlovce, např. gekony, žabky nebo ptářata. Některé druhy chameleonů v menší míře přijímají i sladké ovoce. Kořist lapají vymrštitelným, lepkavým jazykem, který je zpravidla stejně dlouhý jako tělo. Vodu přijímají olizováním kapek rosy z listů rostlin.

## Systematika
Čeleď chameleonovitých se dělí na dvě podčeledi chameleony (Chamaeleoninae), k nimž patří 10 rodů a brokesie (Brookesiinae) se dvěma rody, které jsou endemity Madagaskaru. Je popsáno celkem 202 druhů chameleonovitých, z toho 31 druhů patří k podčeledi brokesií. 

## Rozšíření
Kontinentem, kde žije nejvíce druhů chameleonů, je Afrika, 101 popsaných druhů obývá prakticky celou kontinentální Afriku s výjimkou Sahary. Na Madagaskaru žije 63 druhů pravých chameleonů a všech 31 známých druhů brokesií, dva druhy chameleonů žijí endemicky na Komorách, jeden na Seychelách a jeden na Sokotře, celkem čtyři druhy se vyskytují také v Asii (Blízký východ, Arabský poloostrov, Indie, Srí Lanka), jedním z těchto čtyř druhů je chameleon obecný, který jako jediný zasahuje i do Evropy. Ve třetihorách se chameleoni vyskytovali i na území ČR, odkud byl popsán druh Chamaeleo caroliquarti ze spodního miocénu. Nejstarší fosilní nálezy pocházejí z paleocénu z Číny.

## Chameleoni v teráriu
Pro svůj zajímavý vzhled jsou chameleoni přidmětem zájmu teraristů, většina druhů ale patří mezi náročné a choulostivé chovance. Chameleoni vyžadují vysoká terária s větvemi ke šplhání a pokud možno i s živými rostlinami. Většina druhů potřebuje vysokou vzdušnou vlhkost, terárium však současně musí být dobře větráno. Chameleonům prospívají výrazné výkyvy teploty mezi dnem a nocí. Druhy, které žijí v horských lesích, např. chameleon Jacksonův, jsou velmi citlivé na přehřátí. Nejčastěji se chová chameleon jemenský, který patří mezi nejpěknější, a současně i nejméně choulostivé druhy, protože snáší nižší vzdušnou vlhkost, v letním období ho lze s úspěchem chovat i ve venkovní voliéře na balkóně či na zahradě. Jako jeden z mála druhů se také v teráriu poměrně snadno rozmnožuje. Chameleoni se krmí živým hmyzem, pro malé druhy jsou vhodné octomilky, pro větší cvrčci, larvy potemníků, sarančata, mouchy, pakobylky a další dostupný hmyz, velcí chameleoni požírají i mláďata myší, drobné hlemýždě nebo ještěrky. Ačkoli rostlinnou potravu chameleoni přijímají jen v malé míře, chameleon jemenský nepohrdne ani ovocem a šťavnatými listy rostlin. Důležité je potravu obohacovat vitamíny a minerálními látkami, chameleoni jsou velmi citliví hlavně na nedostatek vápníku.

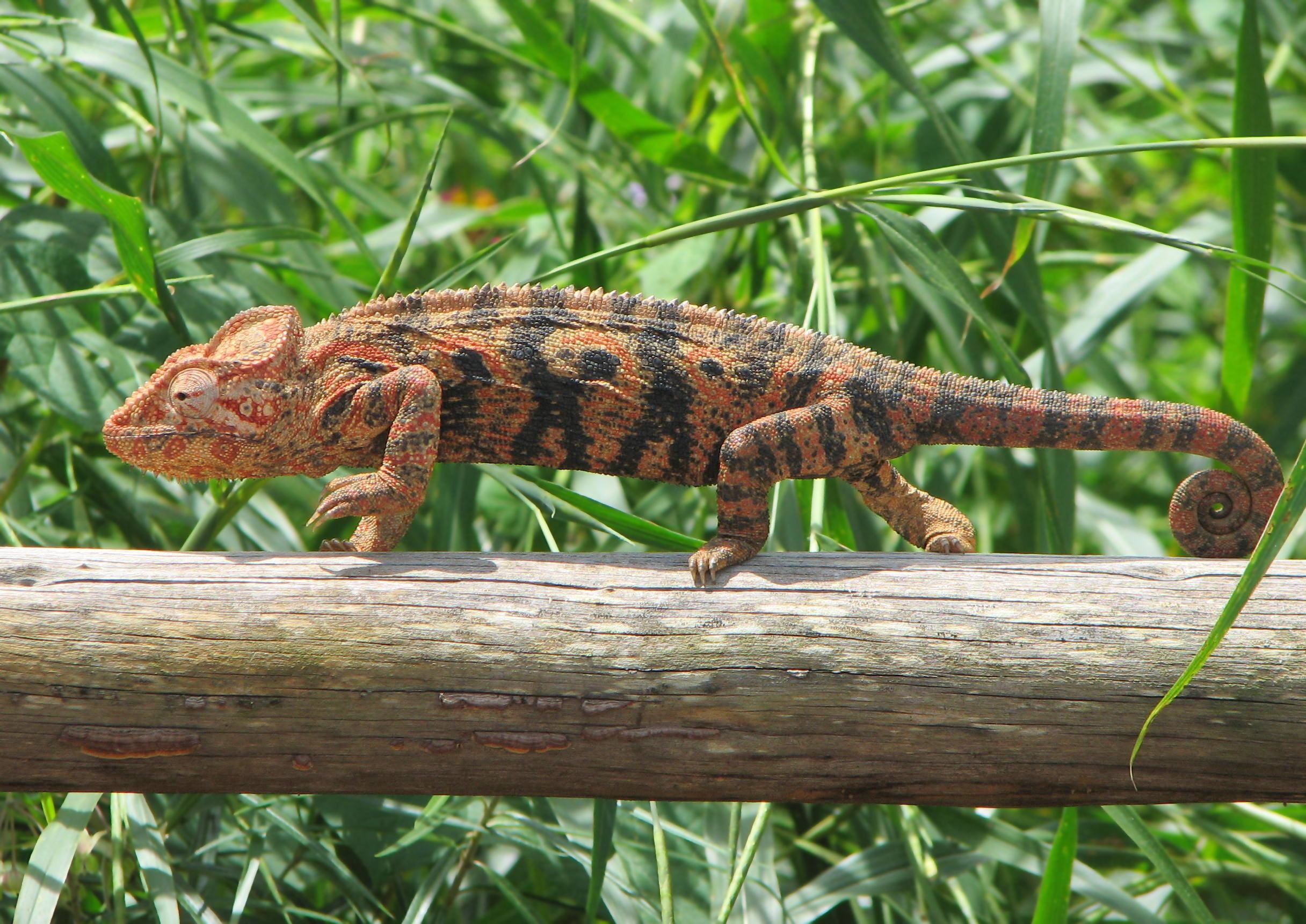
Chameleon obrovský (Furcifer oustaleti)
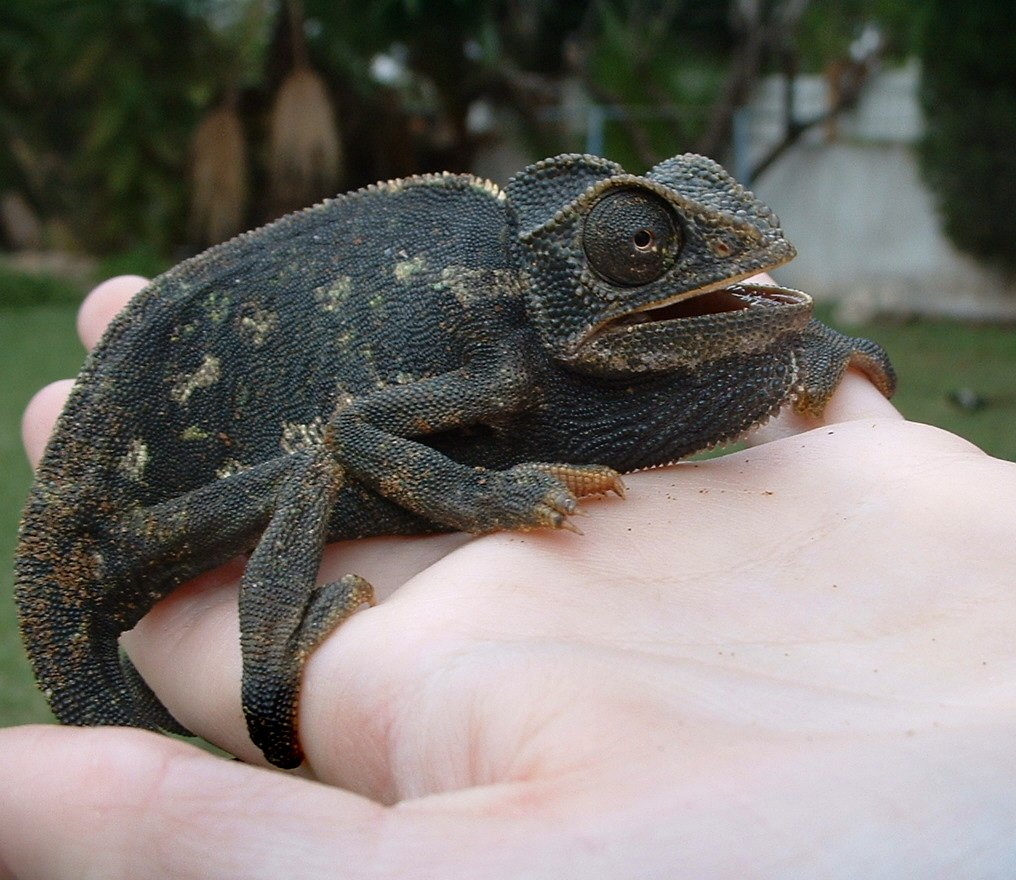
Chameleon obecný (Chamaeleo chamaeleon)
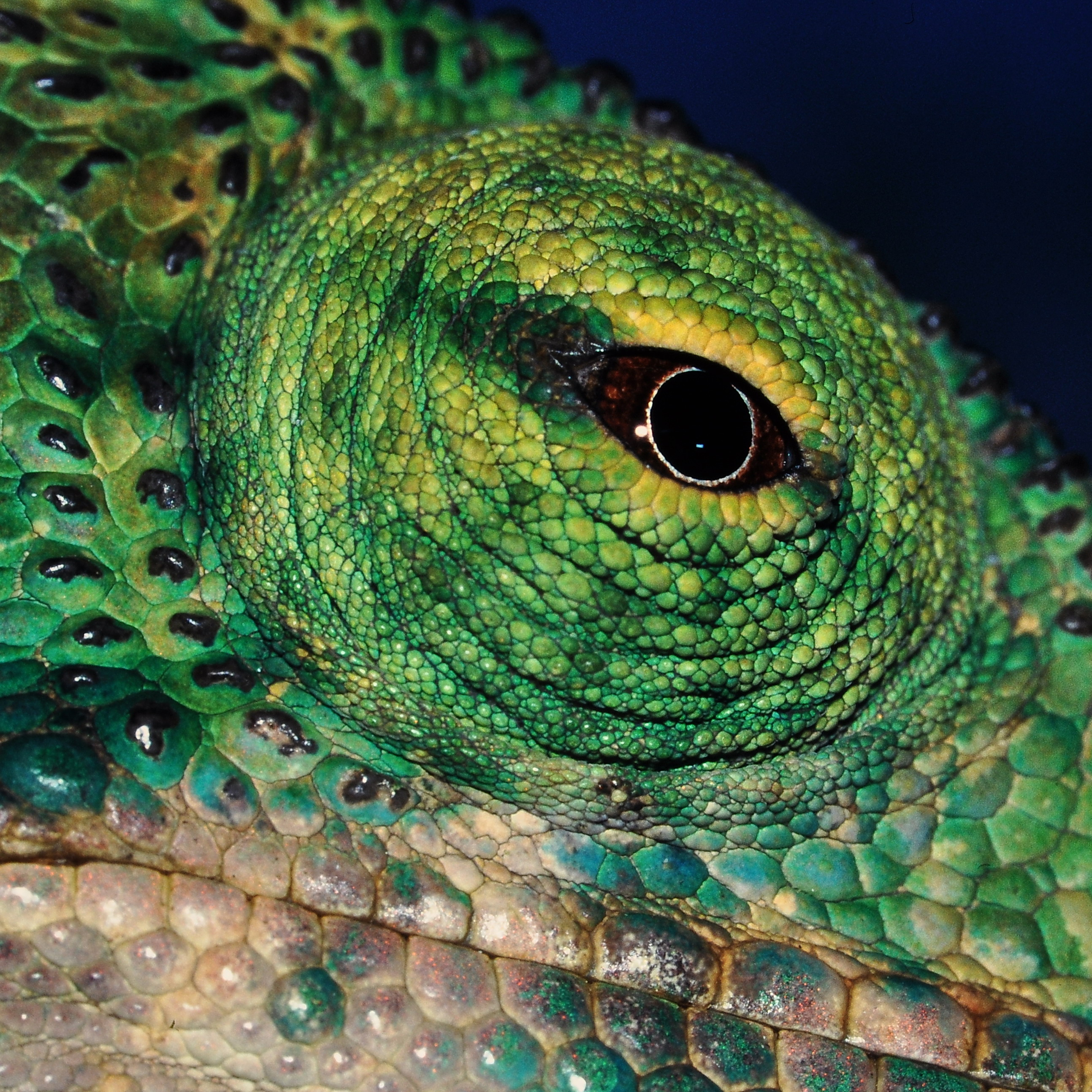
Oko chameleona